# Eva Angelina
Eva Angelina, eg. Nicole Francis Clyne, född 14 mars 1985 i Huntington Beach, Kalifornien, är en amerikansk porrskådespelare och modell.

## Karriär
Angelina påbörjade sin karriär inom pornografisk film tre månader efter att ha fyllt 18 år, 2003. Hon tog ett tillfälligt avbrott från branschen för att försöka gå med i amerikanska flottan mellan maj och november 2004. Under denna tid återvände hon till skolan och arbetade på en restaurang. Hon återvände till den pornografiska filmen en kort tid efter att hennes pojkvän Dan Beard tagit sitt liv 7 november 2004.
Den 6 juli 2007 hade IAFD:s lista över hennes produktioner 201 olika titlar och Adult Web Movie Database hade 39 olika webbplatser där hon medverkat.

### Efter porrkarriären
Efter att Angelina avslutat sin karriär inom pornografisk film, utbildade hon sig till brandman i Florida, och tog examen 2019. Hon arbetar under sitt riktiga namn, Nicole Tyler.

### Comeback
Under 2024 gjorde Angelina comeback i porrbranschen, då hon skapat ett nytt konto på X, samt Onlyfans.